# Beatrice Faumuina
Beatrice Roini Liua Faumuina (Auckland, 23 de outubro de 1974) é uma atleta neozelandesa especialista em lançamento do disco. Em 1997 ganhou a medalha de ouro nos Campeonatos Mundiais de Atenas com um lançamento de 66.82 m. Nesse mesmo ano, em Oslo, alcançou a sua melhor marca pessoal com um registo de 68.52 m. Foi também campeã da Commonwealth em 1998 e 2002.
Das suas quatro presenças em Jogos Olímpicos, só em duas atingiu a final, sendo o sétimo lugar que logrou alcançar nos Jogos de 2004 o seu melhor resultado olímpico.
No dia 16 de outubro de 2005 foi nomeada Embaixadora da Boa Vontade para a Organização das Nações Unidas para Agricultura e Alimentação (FAO).

## Melhores marcas pessoais
| Prova               | Data                | Local                | Marca   |
| ------------------- | ------------------- | -------------------- | ------- |
| Lançamento do disco | 4 de julho de 1997  | Oslo, Noruega        | 68.52 m |
| Arremesso do peso   | 14 de março de 1998 | Melbourne, Austrália | 16.96 m |